# Hiroyuki Ikeuchi
Hiroyuki Ikeuchi ((池内博之)?, Ikeuchi Hiroyuki; prefettura di Ibaraki, 24 novembre 1976) è un attore e modello giapponese.

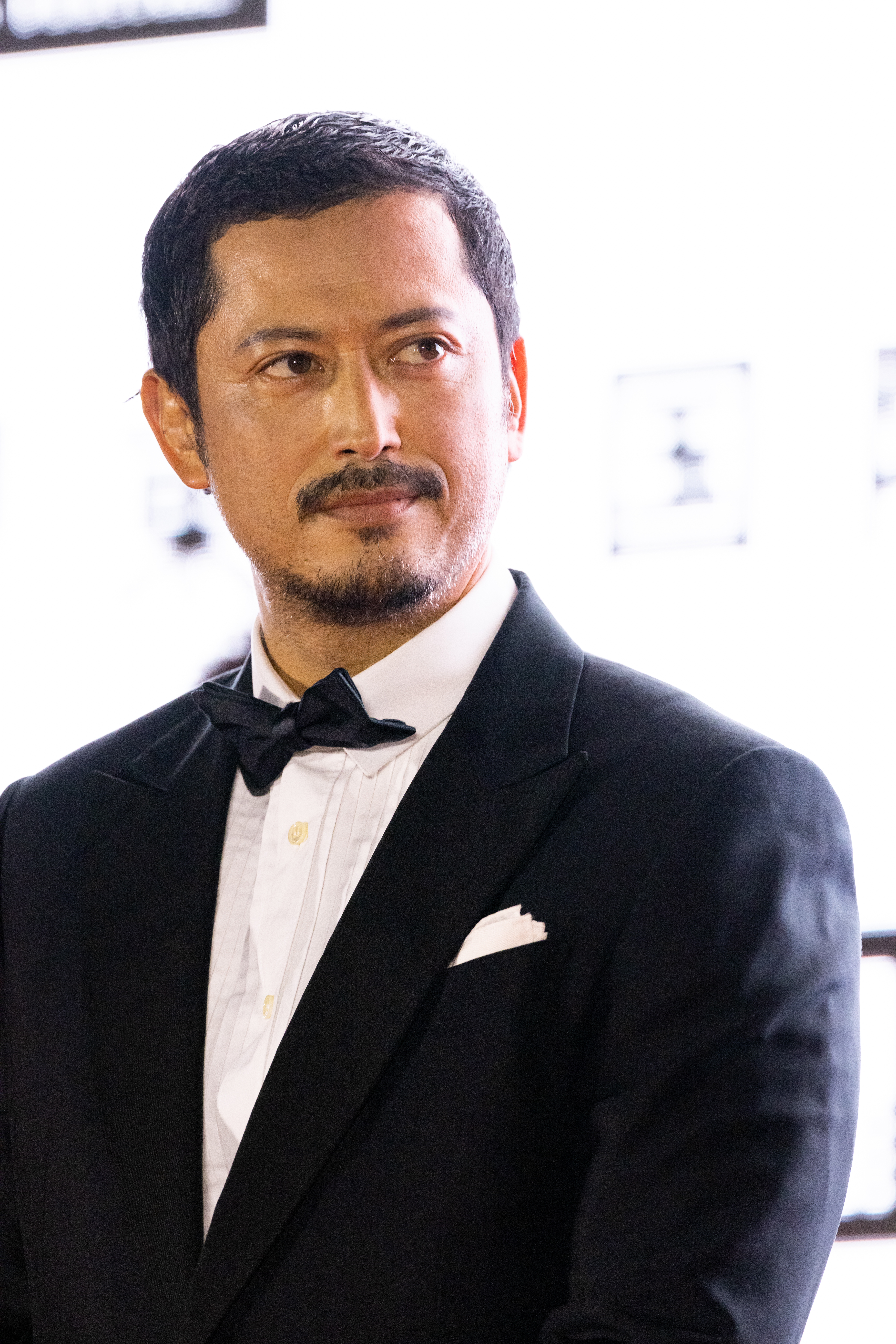
Ikeuchi Hiroyuki from "Lightning Over the Beyond", Tokyo International Film Festival 2022

Debutta nel dorama Great Teacher Onizuka dove affianca Takashi Sorimachi interpretando il ruolo di uno degli studenti che inizialmente gli si oppongono.
Oltre che attore di cinema apprezzato, è anche un affermato praticante di judo: ha recitato in vari dorama assieme a Jun Matsumoto e Kazuya Kamenashi.

## Filmografia

### Cinema
- 2010: Space Battleship Yamato
- 2009: Otonari
- 2008: Ip Man
- 2008: Team Batista no Eiko
- 2008: Handsome Suit
- 2006: Love My Life
- 2005: Hazard

- 2005: Fiimeiru
- 2004: Warau Iemon
- 2000: Space Travelers (Supesutoraberaz)
- 1999: Charisma
- 1998: Blues Harp
- 1998: Tokyo Eyes

### Dorama
- 2016: Kaitō Yamaneko
- 2011: Saijo no Meii
- 2010: Sayonara Aruma
- 2009: Smile
- 2007: Boys Esté
- 2007: Bambino!
- 2006: Tatta Hitotsu no Koi
- 2004: Ningen no Shomei
- 2002: First Love
- 2000: Beautiful Life
- 1998: Great Teacher Onizuka